# 茲維里諾島
62°27′09″S 60°04′25″W / 62.45250°S 60.07361°W

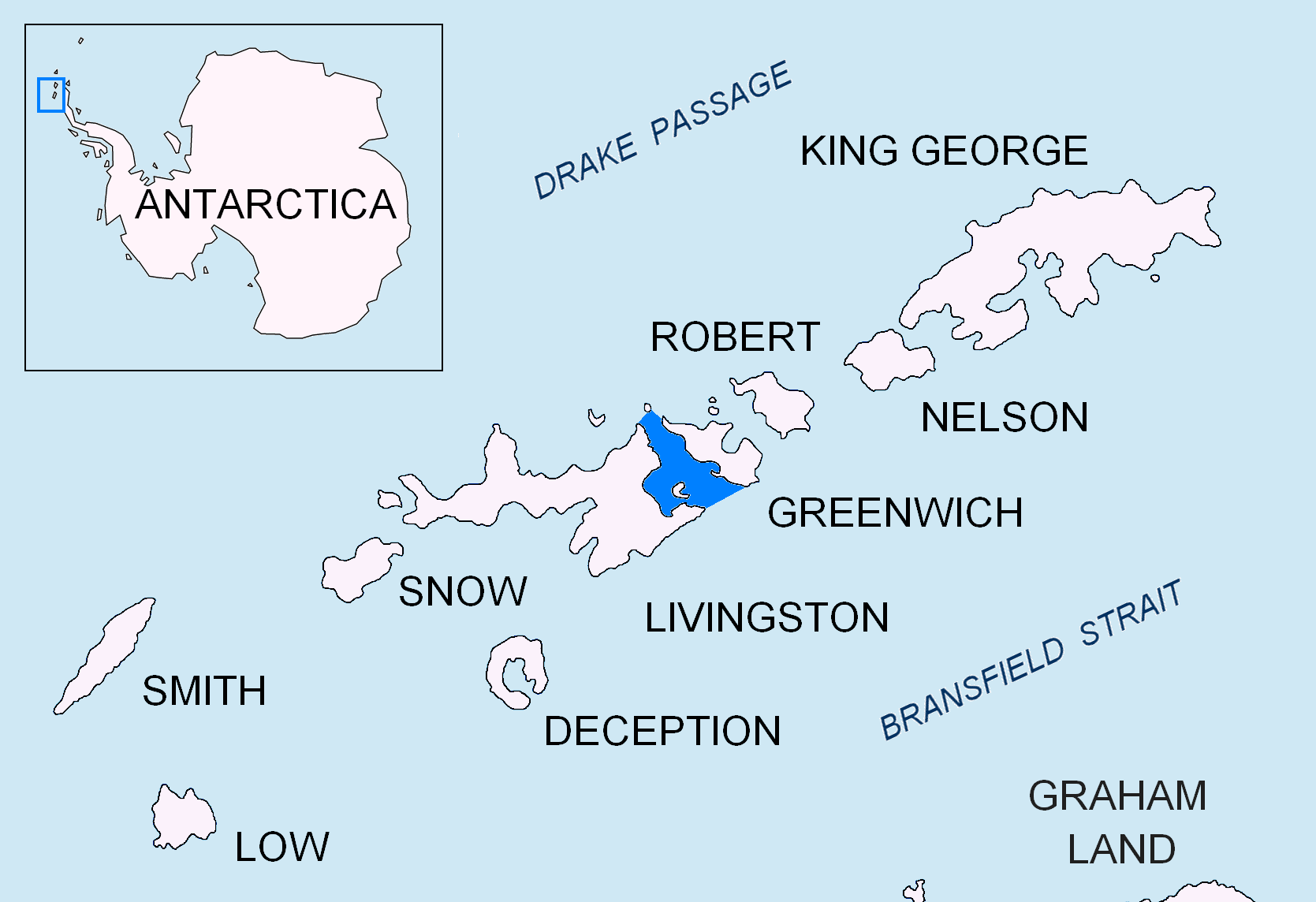

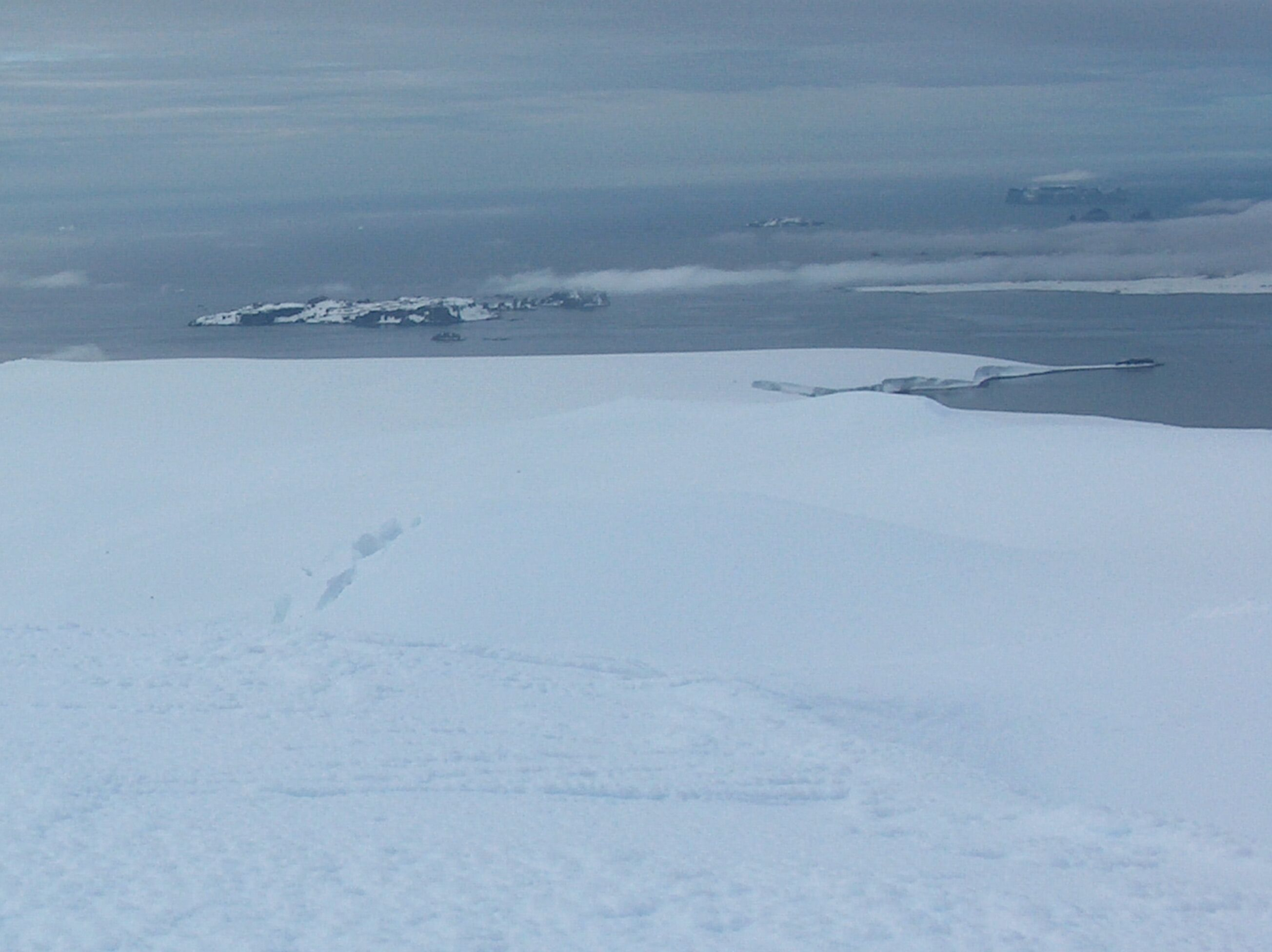

茲維里諾島是南極洲的島嶼，屬於南設得蘭群島中米德群島的一部分，長1.2公里、寬0.7公里，面積0.48平方公里，以保加利亞西部鄉鎮命名。

## 外部連結
- SCAR Composite Antarctic Gazetteer （页面存档备份，存于）.